# Pierre Daix
Pierre Daix (Ivry-sur-Seine, 24 de mayo de 1922 - 2 de noviembre de 2014) fue un periodista y escritor francés, autor de varias obras sobre Pablo Picasso, de quien era amigo, así como de varias obras sobre el arte de otros artistas, de artículos y de libros sobre su experiencia comunista y vivencia en el campo de concentración de Mauthausen; también era autor de novelas.

## Biografía

### Resistente y militante comunista
Entró en el Partido Comunista Francés a los 17 años, en 1939. En julio de 1940 Pierre Daix creó un club estudiantil del Centro laico de los albergues juveniles (Claj), que sería de tapadera legal a la clandestina Unión de estudiantes comunistas. Fue detenido como resistente contra el ocupante alemán. Prisionero en cárceles del régimen de Vichy, pasó de Fresnes a Clairvaux y finalmente a Mauthausen. En Mauthausen, al conocer la lengua alemana, Pierre Daix participó en la organización de resistencia internacional clandestina y ayudó a salvar a otros resistentes franceses, sin distinción de su origen político.
Tras su liberación fue nombrado jefe de gabinete del ministro comunista Charles Tillon en el Ministerio del Aire, del Armamento y Reconstrucción.

### Periodista comunista
Cuando David Rousset (1912-1997) habló sobre el vasto sistema de campos de prisioneros de Stalin, Daix lo atacó como un mentiroso, negando que el sistema de gulag existiera en la Unión Soviética, en un artículo de 16 páginas en Les Lettres Françaises, titulado "¿Por qué el Sr. David Rousset inventó los campos soviéticos?". Rousset presentó cargos por difamación contra Daix y hubo un juicio público en Francia, que Rousset, que había dicho la verdad sobre los campos, ganó en 1950.
En 1950 Pierre Daix fue director del diario comunista Ce soir, con una tirada diaria entre 80 000 y 100 000 ejemplares.
Pierre Daix publicó en 1957 una Carta a Maurice Nadeau donde abordaba los crímenes de Stalin en las páginas de Les Lettres françaises, de la cual era redactor jefe. Allí colaboró con Louis Aragon de 1948 a 1972.
En los años 1950 se casó con Anne Villelaur, de la revista Lettres françaises; se separaron 13 años después. Presentó Un día en la vida de Ivan Denisovitch de Alexander Soljenitsyn a los lectores franceses en 1963.
Escribió un editorial en 1968 para decir que la gran mayoría de los estudiantes checoslovacos se encontraban en rebeldía en el momento de la Primavera de Praga.
En 1974 publicó Lo que sé de Soljenitsyn (Ce que je sais de Soljenitsyne) con ocasión de la publicación de Archipiélago Gulag y rompió con el PCF tras un enfrentamiento con René Andrieu, redactor jefe de L'Humanité. En octubre de 1978, en una crónica premonitoria aparecida en Le Point, tras la elección del papa Juan Pablo II, tituló su artículo « La esperanza ha cambiado de campo » y describió el seísmo que iba a resquebrajar el comunismo.
Desde 1968 contribuyó al debate sobre la « nueva crítica » (en la revista comunista La Nouvelle Critique) y la historia del arte moderno. Recibió el Premio Georges Pompidou en 2003 por su contribución al conocimiento del arte y por sus numerosas obras de esa temática.
El 12 de abril de 2009, fue promovido al título de Gran Oficial de la Legión de Honor.
Falleció el 2 de noviembre de 2014.

## Publicaciones

### Libros
- Pierre Daix, Tout mon temps, Révisions de ma mémoire, Librairie Arthème Fayard, 2001 (autobiografía).
- Pierre Daix, Les embarras de Paris. Roman, Les Editeurs français réunis. 1956.
- Pierre Daix, Prague au cœur, Union générale d'éditions, Paris, 1974, 310 p.
- Pierre Daix, J'ai cru au matin, Laffont, Paris, 1976, 470 p. (autobiografía política).
- Pierre Soulages, Pierre Daix, et James Johnson Sweeney, Pierre Soulages : l'œuvre 1947-1990, Ides et Calendes, Neuchâtel, 2000, 255 p.
- Pierre Daix, Braudel, Flammarion, Paris, 1995, 567 p. (biografía del historiador Fernand Braudel).
- Pierre Daix, Aragon : une vie à changer, Flammarion, 1995, 2e éd. (1re éd. 1975), 564 p. (biografía del poeta y comunista Louis Aragon).
- Anne Baldassari, Peter-Klaus Schuster, Pierre Daix, et Heinz Berggruen, Picasso/Berggruen : Une collection particulière, Flammarion, Paris, 2006, 203 p. ISBN 2-08-011659-2
- Jean-Louis Andral et Pierre Daix, Picasso : la joie de vivre (1946-1949), Skira, Paris, 2006. ISBN 88-7624-886-2
- Pierre-André Boutang, Pierre Daix, 13 journées de la vie de Picasso (DVD), Réunion des musées nationaux, Paris, 2005.
- Pierre Daix, Les Après-guerres de Picasso (1945-1955) et sa rupture avec Aragon, Ides et Calendes, Neuchâtel, 2006. ISBN 2-8258-0226-3
- Pierre Daix, Zao Wou-ki : l'œuvre 1935-1993, Ides et Calendes, Neuchâtel, 2000, 255 p. ISBN 2-8258-0052-X
- Jorge Semprún, Maria Teresa Ocaña, Jean-Paul Barbier-Mueller, Pierre Daix, Picasso : L'homme au mille masques, Somogy, Paris, 2006, 239 p. ISBN 2-85056-984-4
- Pierre Daix, François Pinault. Essai biographique, éd. de Fallois, Paris, 1998. ISBN 2-87706-317-8
- Pierre Daix, Une Maîtresse pour l'éternité, éd. Rocher, Paris, 2002. ISBN 2-268-04450-5 (novela sobre la vida amorosa de Cézanne)
- Pierre Daix, "Les Lettres françaises" : jalons pour l'histoire d'un journal, 1941-1972, Tallandier, Paris, 2004, 250 p. ISBN 2-84734-138[4]
- Pierre Daix, La Vie de peintre de Pablo Picasso, éd. Seuil, Paris, 1977. ISBN 2-02-004740-3
- Pierre Daix, Tout l'œuvre peint de Picasso, éd. Flammarion, Paris, 1980. ISBN 2-08-011213-9
- Pierre Daix, Picasso, Rungis, Profils de l'art, éd. Chêne, Paris, 1990.
- Pierre Daix, La Forteresse vide, Les éditeurs Français réunis, Paris 1954. (sobre Mauthausen).
- Pierre Daix, Pour une histoire culturelle de l’art moderne : le vingtième siècle, Odile Jacob, Paris, 2000.
- Pierre Daix, Hans Hartung, Bordas/Gervis, Paris, 1991, 393 p. ISBN 2-04-018522-4
- Pierre Daix, La Vie quotidienne des surréalistes. 1917-1932, Hachette, Paris, 1993. ISBN 2-01-014359-0
- Pierre Daix, Bréviaire pour Mathausen, Gallimard, Paris, 2005. ISBN 2-07-077431-7
- Pierre Daix, Antoni Clavé. Assemblages, 1960-1999, éd. Ides et Calendes, Neuchâtel, 2001. ISBN 2-8258-0163-1
- Pierre Daix, Une saison Picasso, éd. du Rocher, Paris, 1997. ISBN 2-268-02510-1
- Pierre Daix, Dictionnaire Picasso, Robert Laffont, Paris, 1995, 995 p. ISBN 2-221-07443-2
- Pierre Daix, Georges Boudaille, Joan Rosselet, Picasso, 1900-1906 : catalogue raisonné de l'œuvre peint, Ides et Calendes, Paris, 1966, 344 p.
- Pierre Daix, Picasso, vie du peintre, Seuil, Paris, 1977.
- Pierre Daix, Picasso créateur, Seuil, Paris, 1987.
- Pierre Daix, Delacroix le libérateur, club des amis du livre progressiste, Paris, 1963.
- Pierre Daix, La Vie de peintre de Pablo Picasso, Seuil, Paris, 1977.
- Pierre Daix, La Vie de peintre d'Édouard Manet, Fayard, Paris, 1983, 336 p. ISBN 2-213-01287-3
- Pierre Daix, Gauguin, JC Lattès, Paris, 1989, 418 p.
- Nicolas de Staël, Pierre Daix, Lettres et dessins, Ides et Calendes, Neuchâtel, 2000, 128 p. ISBN 2-8258-0120-8
- Mariano Constante, Pierre Daix (préface), Antonio Muñoz-Molina (postface), Le partisan espagnol : 1933-1945, Paris, Tirésias, 2004, 263 p. ISBN 2-915293-08-2
- Pierre Daix, Quatre jours en novembre, Belfond, Paris, 1994, 293 p. ISBN 2-7144-3141-0
- Pierre Daix, Armand Israël, Pablo Picasso : dossiers de la Préfecture de police (1901-1940), éd. Acatos, Lausanne, 2003, 140 p. ISBN 2-940332-23-1
- Pierre Daix, Picasso, trente ans après, Ides et Calendes, Neuchâtel, 2003. ISBN 2-8258-0203-4
- Pierre Daix, Les après-guerres de Picasso (1945-1955) et sa rupture avec Aragon, Ides et Calendes, Neuchâtel, 2005. ISBN 978-2-8258-0226-7
- Pierre Daix, Avec Elsa Triolet (1945-1971), Gallimard, Paris, 2010. ISBN 978-2-07-012959-1
- Pierre Daix, Historia Cultural Del Arte Moderno, Cátedra, Madrid, 2004. ISBN 84-376-1998-X
- (en inglés) Pierre Daix, Picasso: Life and Art, Thames & Hudson, Toronto, 1994, 450 p. ISBN 0-500-27742-7
- (en inglés) Anne Baldassari (dir.), Pierre Daix, Michael C. Fitzgerald, Brigitte Leal, Picasso and Portraiture: Representation and Transformation, Museum of Modern Art, New York, 1996. ISBN 0-8109-6160-1
- (en inglés) Pablo Picasso, Pierre Daix, Anna Fabregas, Christopher Green, Picasso: Landscapes 1890-1912 : From the Academy to the Avant-Garde, Little Brown, New York, 1995. ISBN 0-8212-2239-2
- (en inglés) Pierre Daix, Lorraine Levy, Picasso (Profiles in Art), Barrie & Jenkins, Londres, 1991, ISBN 0-7126-4960-3
- (en inglés) Pierre Daix, Joan Rosselet. Picasso: The Cubist Years, 1907-1916. A Catalogue Raisonne of the Paintings and Related Works, Thames and Hudson, New York, 1979, 375 p.
- (en inglés) Pierre Daix, Cubists and Cubism, Rizzoli/Skira, New York, 1982, 170 p.

### Artículos
- "Une littérature de parti (I)", La Nouvelle Critique, n.º 7, junio de 1949, pp. 73–81
- "Une littérature de parti (I)", La Nouvelle Critique, nedición 8, julio-agosto de 1949, pp. 52–59
- "Le héros positif en littérature", La Nouvelle Critique, nedición 11, diciembre 1949, pp. 83–92 (passim).
- "Vient de paraître…", La Nouvelle Critique, 2e année, n.º 20, noviembre 1950, pp. 89–97
- "Exactitude documentaire et vérité artistique dans le tome V des Communistes d'Aragon", La Nouvelle Critique, 3e année, no 27, junio de 1951, pp. 124–131
- "L'objectivité d'Aragon", La Nouvelle Critique, 3e année, n.º 29, septiembre - octubre 1951, pp. 65–72
- 1988, Recherches sur les Demoiselles d'Avignon, artículo en la Gazette des Beaux-Arts
- Le nu au XXe siècle, exposition, Saint-Paul, Fondation Marguerite et Aimé Maeght, 4 de julio-30 de octubre de 2000, catálogo por Jean-Louis Prat et Pierre Daix, Saint-Paul : Fondation Maeght, 2000, Paris.
- Picasso et Matisse revisités, 9 de octubre de 2002.
- Triangle bleu : Les Républicains espagnols à Mathausen, por Manuel Razola, Mariano Constante y Pierre Daix 23 de enero de 2002
- Le Cubisme De Picasso : Catalogue Raisonne De L'Œuvre Peint 1907-1916 par Pierre Daix et Joan Rosselet junio de 1979
- Antoni Clavé : Assemblages 1960-1999, 14 de octubre de 2001
- Nouvelle Critique Et Art Moderne, 29 de octubre de 1968
- Zao Wou-KI por Pierre Daix y Wou-ki Zao, 3 de mayo de 2000
- Picasso, 27 septembre 1993
- Amélia par Henry Fielding, Pierre Daix, y Anne Villelaur 5 de enero de 2000
- Pierre Alechinsky par Pierre Daix et Pierre Alechinsky 3 de agosto de 1999
- Picasso et le théâtre, les décors d'Oedipe-Roi : Exposition, Antibes, musée Picasso, (15 de enero-21 de marzo de 1999) por Pierre Daix 10 de marzo de 1999
- Picasso par Pierre Daix et Joan Rosselet 29 de octubre de 1979
- Pour une histoire culturelle de l'art moderne : De David à Cézanne, 19 de marzo de 1998
- Picasso par Pierre Daix et Georges Boudaille, diciembre de 1967
- Lettres à Denise par Louis Aragon et Pierre Daix, mayo de 1997
- Une saison Picasso, 4 de marzo de 1997.
- Revue de la BNF, n.º 8 – 2001, Les collections sous le regard des écrivains, La Bibliothèque a convié quelques écrivains et artistes à visiter ses collections : les découvertes, les libres méditations, les digressions de François Bon, Michel Chailloux, Hélène Cixous, Pierre Daix, Pierre Étaix, Pierre Guyotat et Olivier Rollin.

## Entrevistas
- Pierre Daix, "Aragon survivra-t-il à la chute du communisme ?", propos recueillis par André Clavel, L’Événement du jeudi, 28.04.1994, pp. 110–111.
- Pierre Daix, "Aragon n'est pas innocent", propos recueillis par Catherine Argand, Lire, n.º 255, mai 1997, pp. 42–43.
- Pierre Daix, « Il s'est accroché à un parti qui ne voulait pas de lui », propos recueillis par Sébastien Le Fol, Le Figaro littéraire, 13 mars 2004, p. 3.
- Pierre Daix, de l'autobiographie à l'autocritique, article publié dans Le Figaro Magazine du samedi 24 février 2001, pp. 39 sq. (propos recueillis par Catherine Nay et Patrice de Néritens),